# Керолайн Спелман
Керолайн Еліс Спелман (англ. Caroline Alice Spelman, до шлюбу Кормак; нар. 4 травня 1958, Бішопс-Стортфорд, Англія) — британська політична діячка-консерваторка. Членкиня Палати громад з 1997 року.
З 12 травня 2010 по 4 вересня 2012 міністерка довкілля, продовольства і сільського господарства в уряді Девіда Кемерона. З відзнакою закінчила Лондонський університет.